# Zreče
Zreče (Duits: Rötschach bei Gonobitz) is een gemeente in de Sloveense regio Savinjska en telt 6245 inwoners (2002). Zreče ligt aan de voet van Pohorje. Door de gemeente stroomt de Dravinja. Gemeente Zreče is verdeeld in de volgende deelraden: Zreče, Stranice, Gorenje, Skomarje, Resnik en Dobrovlje.
Zreče is als kuuroord een trekpleister geworden vanwege de thermen.

## Plaatsen in de gemeente
Bezovje nad Zrečami, Boharina, Bukovlje, Čretvež, Črešnova, Dobrovlje, Gorenje pri Zrečah, Gornja vas, Gračič, Koroška vas na Pohorju, Križevec, Lipa, Loška Gora pri Zrečah, Mala Gora, Osredek pri Zrečah, Padeški Vrh, Planina na Pohorju, Polajna, Radana vas, Resnik, Rogla, Skomarje, Spodnje Stranice, Stranice, Zabork, Zlakova, Zreče
Bistrica ob Sotli · Braslovče · Celje · Dobje · Dobrna · Gornji Grad · Kozje · Laško · Ljubno · Luče · Mozirje · Nazarje · Podčetrtek · Polzela · Prebold · Radeče · Rečica ob Savinji · Rogaška Slatina · Rogatec · Šentjur pri Celju · Slovenske Konjice · Šmarje pri Jelšah · Šmartno ob Paki · Solčava · Šoštanj · Štore · Tabor · Velenje · Vitanje · Vojnik · Vransko · Žalec · Zreče